# Zenón Gonzáles
Zenón Gonzáles   (Uncía, 23 de juny de 1919), conegut com a Chembo, fou un futbolista bolivìà de la dècada de 1940.
Fou 22 cops internacional amb la selecció de Bolívia, amb la qual participà en els Jocs Bolivarians de 1938, als Jocs Bolivarians de 1947, i als campionats sud-americans de Xile (1945), de Buenos Aires (1946) i de Guayaquil (1947).
Es formà a Club Junín de Sucre (1936), Club White Star de Potosí, Club Independiente de Potosí, jugant a continuació a Club The Strongest de La Paz (1939-1942); Club Ferroviario de La Paz (1943-1956); Club Árabe de La Paz (1949-1953); Club Deportivo Lanza, de La Paz, (1954-1955); i Club 31 de Octubre de La Paz, (1955-1956).